# Crotalus cerastes cerastes
Il crotalus cerastes cerastes  è la sottospecie principale del crotalus cerastes.

## Descrizione
Piccolo, gli esemplari adulti misurano tra 43 e 76 cm. Le femmine sono più grandi dei maschi, cosa insolita per questo gruppo di serpenti. Le corna lo aiutano a ombreggiare gli occhi o ad impedire che la sabbia gli penetri negli occhi dato che il serpente si trova quasi sempre sepolto in essa. Nei maschi ci sono 141 o meno vertebre; nelle femmine 144 o meno.

## Distribuzione geografica
Si trova negli Stati Uniti sud-occidentali nella California orientale, cioè nel Deserto del Mojave.

## Stato di conservazione
Questa specie è classificata come a rischio minimo (LC) sull'IUCN lista rossa delle specie minacciate a causa della loro ampia distribuzione. La popolazione è stabile. L'anno in cui è stato valutato è il 2007.